# Jeep Gladiator (JT)
La Jeep Gladiator es una camioneta pick-up de tamaño mediano fabricada por Stellantis. Se presentó en el  Auto Show de Los Angeles de 2018 el 28 de noviembre de 2018 y salió a la venta en 2019. Basado en la misma plataforma que el Wrangler, la Gladiator es la primera pick-up de Jeep desde que la Comanche se descontinuó en 1992.

## Historia
El nombre del vehículo se remonta al Jeep Gladiator original, fabricado entre 1962 y 1988 y conocido como Serie J después de 1971. Jeep consideró revivir el nombre Gladiator junto con Comanche y, más comúnmente,  Scrambler, así como simplemente usar un nuevo nombre, antes de decidirse por Gladiator, sintiendo que encaja mejor en la camioneta.
Una versión de una camioneta Jeep Scrambler se mostró en 2003 en la Asociación de Concesionarios de América del Norte. A finales de 2004 se presentó el concepto del Jeep Gladiator. El Concepto del Gladiator 2005 no contaba con un techo removible, pero disponía de puertas removibles y una versión camioneta. También mostró una vista previa del diseño del próximo Jeep Wrangler (JK). El concepto Gladiator fue impulsado por un motor diésel Common-Rail (CRD) de 3.0 Litros producido por VM Motori (similar al usado en algunos modelos del Jeep Grand Cherokee), acoplado a una transmisión manual y tracción en las cuatro ruedas. Presentaba minipuertas traseras funcionales y asientos traseros. El concepto Gladiator presentaba un esquema de color verde sobre gris tanto para el exterior como para el interior.

## Diseño exterior

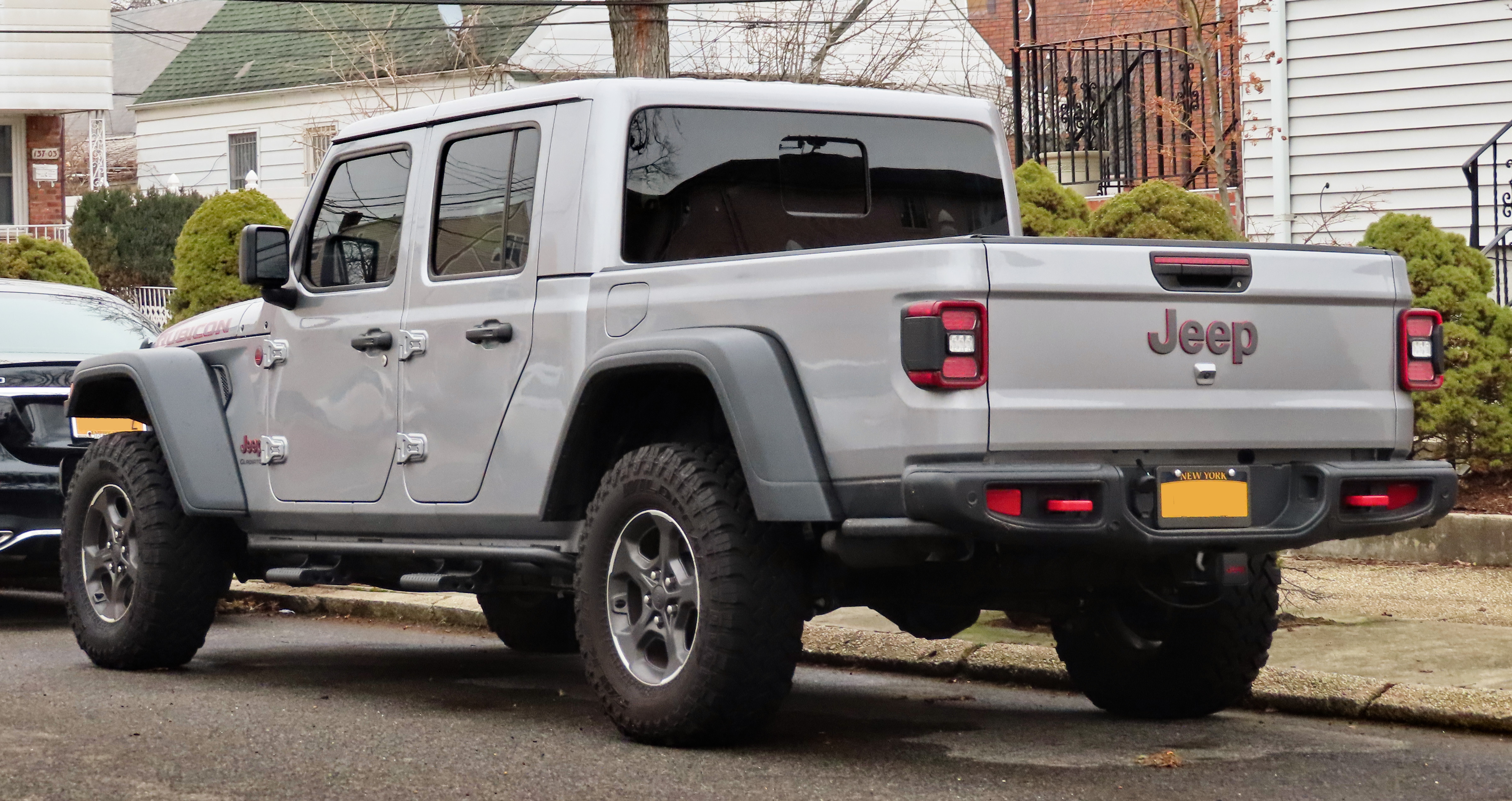
Vista trasera

El Gladiator completamente nuevo presenta características de estilo exterior e interior del Wrangler JL. Taylor Langhals fue el diseñador principal de exteriores del Gladiator. Debdio a que un pick-up se usa con frecuencia para transportar y remolcar, las ranuras de la rejilla delantera se ampliaron para permitir un mayor flujo de aire y un enfriamiento del motor para trabajo más pesado. Una llanta de auxilio, normalmente montado en el portón trasero en el Wrangler, está montado debajo de la plataforma de carga del Gladiator.
Hay cuatro opciones de techo diferentes disponibles, similares a las del Wrangler, que incluyen un techo blando de vinilo negro Sun-Rider y un techo blando de tela negra premium Sun-Rider (ambas pueden retraerse por completo), un techo rígido negra de tres piezas Freedom-Top y un techo rígido de tres piezas Freedom-Top del mismo color, ambos con paneles de techo de aluminio extraíbles.
El Gladiator tiene puertas delanteras y traseras que se pueden quitar por completo, así como un parabrisas que se puede bajar (como el Wrangler, Jeep incluye un kit de herramientas con las herramientas necesarias para quitar las puertas y bajar el parabrisas). La Gladiator es única en el sentido de que es la única camioneta disponible con capota blanda plegable convertible.
También está disponible una cámara de ruta orientada hacia el frente, montada en una de las ranuras de la parrilla delantera, que muestra una imagen en la pantalla táctil de lo que está directamente en frente del vehículo (esta función requiere uno de los dos U Connect pantalla táctil), y ayudará en la maniobrabilidad fuera de la carretera, como vadear en el agua, así como para trepar sobre objetos como troncos y rocas. La aplicación "Off Road Pages", que se muestra en el grupo de instrumentos, permite al conductor del Gladiator ver los ángulos de aproximación y salida, los ángulos de dirección y más.

## Niveles de acabado
El Gladiator está disponible en versión básica  Sport , nivel medio  Sport S , lujoso  Overland , listo para carreras en el desierto  Mojave  y listo para todoterreno  Rubicon  (un El modelo de edición limitada   Rubicon Launch Edition , limitado a 4,190 unidades, también está disponible). El Gladiator y el Wrangler JL divergen cuando se trata de sus niveles de equipamiento de lujo. El Wrangler de lujo se llama "Sahara", mientras que el acabado de lujo del Gladiator se conoce como el modelo "Overland". Cuando está equipado con tapicería de cuero, el Overland recibe una superficie de tablero suave al tacto cosida y un tablero cosido a mano, similar al del Wrangler Sahara.

## Tren motriz
En el lanzamiento, la única opción de motor para el Gladiator era el motor de gasolina  3.6L Pentastar V6 con Variable Valve Timing (VVT) y un  Stop-Start System (ESS), y al igual que el Wrangler JL, producía 280 caballos de fuerza. Sin embargo, un motor diésel V6 turboalimentado EcoDiesel de 3.0L estará disponible a mediados de 2020. El V6 de 3.6L estará acoplado a una transmisión manual Aisin de seis velocidades o al Wrangler JL  ZF Transmisión automática 850RE de ocho velocidades. Como el Wrangler JL, todos los modelos Gladiator son tracción en las cuatro ruedas.

## Capacidad de carga y remolque
La carga útil del Gladiator es 771,1kg. La caja de la camioneta puede equiparse opcionalmente con una cubierta plegable trasera, que cuenta con un "Modo guerrero de fin de semana" que permite cerrar la puerta trasera y transportar madera de 2 x 4 en la caja de la camioneta y solo una sección de la camioneta. la cubierta del tonneau debe estar abierta (la cubierta también se puede retraer o quitar por completo, si es necesario). El portón trasero tiene bisagras y se puede bloquear en una posición parcialmente abierta si el propietario no quiere bajar completamente el portón trasero.
El Gladiator estándar cuenta con una capacidad de remolque de 4,000 lb (1814 kg), aunque hay un paquete de remolque de servicio pesado disponible en ciertos modelos Gladiator Sport que aumenta la capacidad de remolque a 7650 lb (3470,0 kg) e incluye un 4.10 relación del eje trasero.
El Gladiator con motor diésel contará con una capacidad de remolque más baja que la variante con motor de gasolina.

## Todoterreno
El Gladiator presenta un ángulo de aproximación de 43,6 grados, un ángulo de ruptura de 20,3 grados y un ángulo de salida de 26 grados. El Rubicon viene con taquillas eléctricas en los ejes delantero y trasero y una barra estabilizadora delantera de desconexión electrónica.
Un sistema de cámara frontal está disponible en el Gladiator que permite al conductor ver obstáculos en el frente y a los lados del vehículo mientras está fuera de la carretera. Se puede encontrar información para ayudar con el monitoreo del vehículo durante la conducción todoterreno en las páginas todoterreno, que se encuentran en la sección Aplicaciones del sistema de información y entretenimiento Uconnect.

## Interior
Las características únicas del Gladiator incluyen un piso de carga trasero plano para transportar artículos más largos y altos dentro del interior del camión, almacenamiento seguro y con cerradura debajo del asiento trasero, y un altavoz inalámbrico Bluetooth extraíble que se carga cuando el vehículo está en marcha , y el altavoz está en su estación de acoplamiento ubicada detrás del asiento de banco trasero. Desde los asientos delanteros hacia adelante, el Gladiator presenta un diseño interior que es casi idéntico al del Jeep  Wrangler JL. El Gladiator tiene el mismo diseño del tablero y la misma posición del selector de marchas, selector de modo 4WD y freno de estacionamiento manual. La única diferencia es que el selector de marchas, si está en un vehículo con caja de cambios automática, tiene una representación del Gladiator, en lugar de un Jeep Willys como el que se encuentra en el selector de caja de cambios automática Wrangler.
Al igual que el Wrangler JL, el Gladiator cuenta con tres sistemas de infoentretenimiento con pantalla táctil diferentes, cada uno de los cuales integra la cámara retrovisora en la pantalla táctil:
- Los modelos Sport y Sport S cuentan con una radio U Connect 3 5.0BT estándar con conectividad U Connect Bluetooth. SiriusXM Satellite Radio está disponible como una opción e incluye un año de servicio.
- Los modelos Overland y Rubicon cuentan con un sistema de infoentretenimiento U Connect 4 7.0 estándar con conectividad Bluetooth U Connect, Apple CarPlay y Android Auto y radio satelital SiriusXM con servicio de un año incluido. Este sistema también es opcional en el Sport S.
- Rubicon Launch Edition y North Edition cuentan con un sistema de infoentretenimiento U Connect 4C 8.4 estándar con conectividad Bluetooth U Connect, HD Radio, radio satelital SiriusXM con servicio de un año incluido, navegación GPS basada en Garmin , 4G  LTE punto de acceso inalámbrico en el vehículo, U Connect Guardian con tecnología SiriusXM con servicio de un año incluido, SiriusXM Travel Link con servicio de cinco años incluido. Esta radio también está disponible en los modelos Overland y Rubicon como una opción, como parte del Infotainment y Premium Audio Group. Esta opción también se convirtió más tarde en una opción en el modelo Sport S.
- Todos los modelos Gladiator, excepto Rubicon Launch Edition, cuentan con un sistema de audio estándar de ocho bocinas con bocinas en los paneles inferiores de las rodillas, el panel de instrumentos superior y la barra antivuelco trasera. La Rubicon Launch Edition incluye el sistema de audio premium opcional  Alpine con amplificador de 552 vatios y subwoofer (este sistema también está disponible en todos los niveles de equipamiento excepto en el modelo Sport básico con infoentretenimiento y grupo de audio premium opcionales).
- Con el sistema de audio premium Alpine y el grupo de infoentretenimiento y audio premium en todos los modelos, excepto en el modelo Sport básico, los compradores de Gladiator pueden elegir el altavoz inalámbrico Bluetooth extraíble y recargable opcional, que se guarda y recarga detrás del asiento del banco trasero, una característica exclusiva del Gladiador. Este altavoz también se incluye como equipo estándar en Rubicon Launch Edition.

## Seguridad
El Gladiator tiene la mayoría de las características de seguridad que también se encuentran en el Wrangler JL, incluyendo  advertencia de colisión frontal con frenado activo y  control de crucero adaptativo. Los sistemas Jeep Active Safety Group y Jeep Advanced Active Safety Group están disponibles en todos los modelos, excepto en el modelo Sport básico, y se incluyen en la edición Rubicon Launch Edition.
Las calificaciones de seguridad de la Administración Nacional de Seguridad del Tráfico en las Carreteras (NHTSA) indican que para el modelo 2020 del Gladiator, el lado del conductor delantero recibió 4/5 estrellas y el lado del pasajero delantero recibió 5/5 estrellas. El informe técnico de prueba de choque para esas calificaciones fue preparado por Calspan Corporation y se publicó el 10 de diciembre de 2019.
El Instituto de Seguros para la Seguridad en las Carreteras (IIHS) no ha publicado sus calificaciones para el Jeep Gladiator 2020 a diciembre de 2019.

## Marketing
El video de presentación en el Auto Show de Los Ángeles usó un clip de sonido de la película de 2000   Gladiator , que muestra al Jeep Gladiator original diciéndole al nuevo modelo que "necesitaba ganar a la multitud ", justo antes de la presentación formal del nuevo modelo. Durante el Super Bowl LIV, Jeep estrenó un  comercial para Gladiator protagonizada por Bill Murray, repitiendo su papel protagónico de la película " Groundhog Day" (el juego en sí también cayó en Groundhog Day ). Fue nombrado el mejor comercial del Super Bowl LIV en la encuesta de  USA Today   Super Bowl Ad Meter.

## Ediciones especiales

### Rubicon Launch Edition
Jeep celebró el lanzamiento del nuevo Gladiator con el modelo Rubicon Launch Edition de edición limitada. Disponible para preordenar solo a través de un sitio web especial, y solo el 4 de abril de 2019 (Jeep 4X4 Day), la Rubicon Launch Edition se basa en el nivel de equipamiento Rubicon de primera línea e incluye todas las opciones disponibles en ese nivel de equipamiento. sin opciones adicionales disponibles. Disponible por un MSRP de $ 62,310, solo 4,190 limitado-edición Rubicon Launch Edition Gladiators (el número "4,190" rinde homenaje a los código de área 419 de Toledo, Ohio, el hogar de Toledo Complex donde el Gladiator está montado). Las características especiales que distinguen al Rubicon Launch Edition de otros modelos Gladiator incluyen distintivos especiales, ruedas especiales y un panel de instrumentos forrado en cuero con costuras rojas. La Launch Edition estaba disponible en cinco colores: negro, blanco brillante, rojo petardo, granito cristal metalizado y plata billet metalizado.

### North Edition
A fines de 2019, Jeep presentó la Gladiator North Edition. Basado en el modelo Overland orientado al lujo, la North Edition se comercializa para compradores Gladiator que viven en climas más fríos. Además del equipo estándar ofrecido en Overland, el modelo Gladiator North Edition agrega características como el sistema de infoentretenimiento con pantalla táctil U Connect 4C 8.4 con SiriusXM Guardian, radio satelital y servicios Travel Link y  Apple CarPlay y Android Auto integración de teléfonos inteligentes, el sistema de audio amplificado premium  Alpine de nueve bocinas con subwoofer, el grupo para clima frío (que incluye asientos de cubo delanteros con calefacción doble, un volante forrado en cuero con calefacción y un sistema de arranque remoto del vehículo), un exclusivo emblema "North" en el portón trasero y alfombrillas de goma para el piso delanteras y traseras para todo clima. La North Edition es el primer nivel de equipamiento Gladiator de edición especial que se lanzará, y será seguido por el modelo Gladiator Mojave.

### Mojave
En el Chicago Auto Show de 2020, Jeep presentó el Gladiator Mojave. El Mojave es el primer modelo Jeep "clasificado para el desierto". Las características de la moldura Mojave incluyen llantas todo terreno Falken Wildpeak de 33 pulgadas (las llantas para terrenos fangosos también están disponibles como opción), exclusivas llantas de aleación de aluminio pintadas de diecisiete pulgadas, amortiguadores internos de derivación de 2.5 pulgadas de la marca FOX con depósitos externos, un emblema único "Desert Rated 4x4" en lugar del emblema "Trail Rated 4x4" en ambos guardabarros delanteros, calcomanías únicas de "Mojave" en ambos lados del capó, ganchos de remolque de color naranja, un botón "Off Road Plus" en la consola central para aumentar las capacidades todoterreno y la capacidad de bloquear los ejes traseros del Gladiator a altas velocidades cuando está en el modo 4WD High (una característica exclusiva del Mojave). El interior, cuando está equipado con los asientos tapizados en cuero opcionales, cuenta con un material de asiento especial reflectante del calor que está diseñado para soportar los climas más cálidos (todos los interiores del Mojave cuentan con costuras naranjas únicas en los asientos, el volante, el tablero y el tapizado de las puertas paneles).

### Edición de gran altitud
En el Chicago Auto Show de 2020, Jeep presentó la Gladiator High Altitude Edition como el nuevo nivel de equipamiento Gladiator "superior". La High Altitude Edition cuenta con un emblema único en el portón trasero, y también cuenta con llantas de veinte pulgadas para todas las estaciones y rines de aleación de aluminio pintados de negro, guardabarros delanteros y traseros del mismo color, manijas de las puertas delanteras y traseras del mismo color y espejos laterales, parachoques delanteros y traseros del mismo color, iluminación LED delantera y trasera, techo rígido de tres piezas del mismo color, un sistema de infoentretenimiento con pantalla táctil U Connect 4C estándar de 8.4 pulgadas con SiriusXM Guardian, radio satelital y servicios Travel Link y Integración de teléfonos inteligentes Apple CarPlay y Android Auto, un sistema de audio amplificado premium de nueve bocinas Alpine Electronics | Alpine con subwoofer, superficies de asientos tapizadas en cuero con calefacción para los asientos delanteros individuales y el volante forrado en cuero, y "Trail Rated 4X4" de color negro emblemas en ambos guardabarros delanteros.

### Altitud
También presentado en 2020, el Gladiator Altitude se basa en el modelo Sport S. El Altitude cuenta con una parrilla y guardabarros del color de la carrocería, rines de aluminio Granite Crystal de 18 pulgadas y un techo rígido negro junto con detalles interiores ennegrecidos.

### Willys

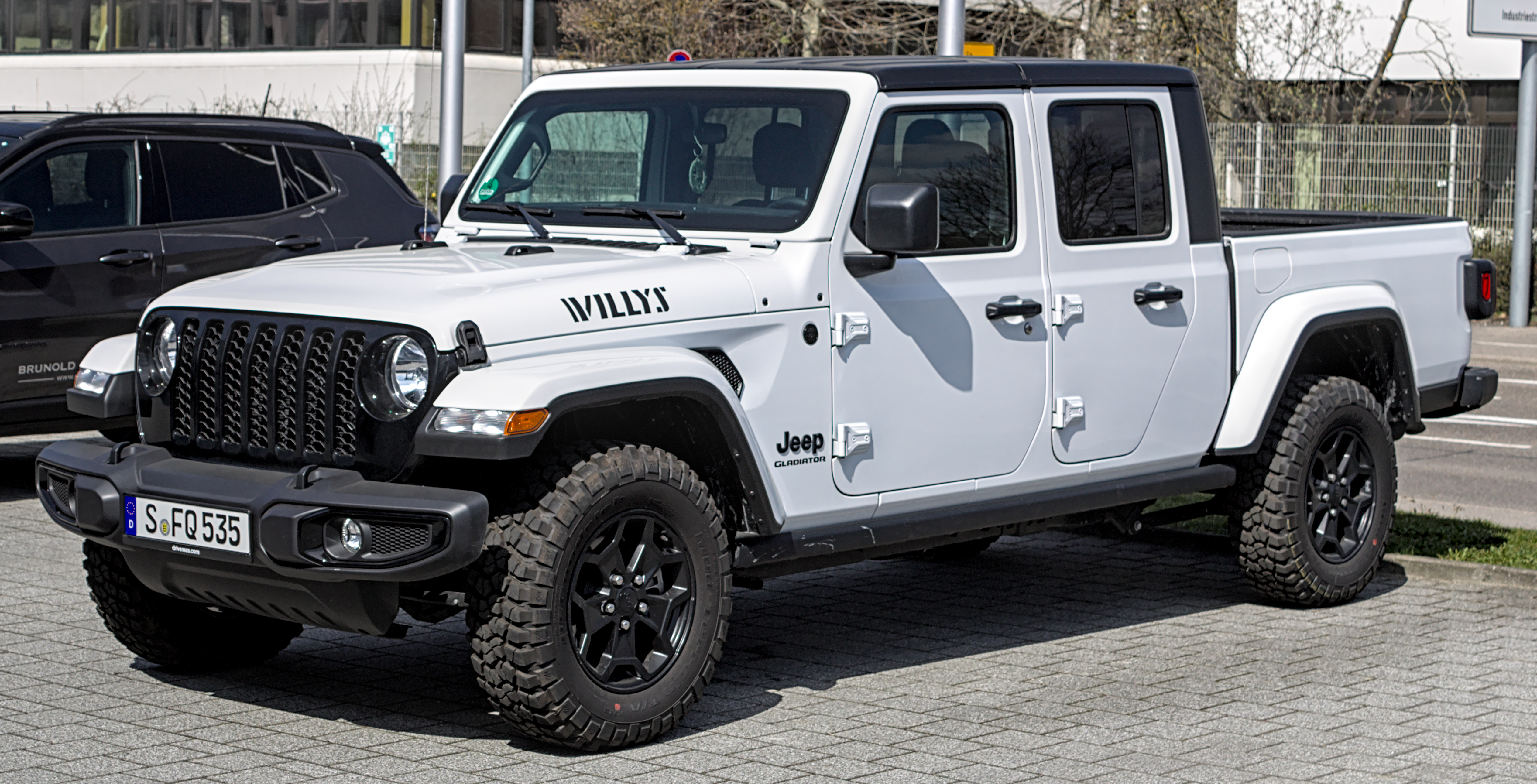
Jeep Gladiator Willys

Introducido en la línea 2021, el Gladiator Willys se basa en el modelo Sport S. Sin embargo, el Willys sport con un precio base de $ 39260 presenta muchas de las mismas opciones que el Rubicon de mayor especificación, incluidos los Rock Rails estándar y los neumáticos para terrenos fangosos BF Goodrich KM2 de 32 pulgadas de aspecto robusto. También tiene un diferencial trasero con bloqueo y la caja de transferencia de dos velocidades Command-Trac 4x4 de tiempo parcial de Jeep con una relación de transmisión de rango bajo de 2.72: 1 también es la tarifa estándar. La edición Willys también se destaca gracias a una calcomanía Willys en el capó, una calcomanía en el portón trasero 4WD de aspecto retro, rines de aluminio negro de 17 pulgadas con tampografía gris y una rejilla negra brillante, y se considera una ganga todoterreno.

### Edición Texas Trail
El 12 de abril de 2021, Jeep presentó el Gladiator Texas Trail, una edición especial del Jeep Gladiator que solo estará disponible en Texas. Basado en el acabado Gladiator Sport S, el Gladiator Texas Trail tiene calcomanías únicas de 1836 para celebrar la Declaración de Independencia del estado. Las características exteriores estándar incluyen rines de aluminio negro brillante medio de 17 pulgadas, escalones laterales y techo rígido negros y el distintivo exclusivo "Trail Rated" de Jeep. Jeep también anunció que los motores V6  Pentastar y EcoDiesel estarán disponibles para el Gladiator Texas Trail. MSRP inicial es de $ 40,535.

## Competencia
La Gladiator es una camioneta de tamaño mediano y compite con otras camionetas de tamaño mediano que ya están en el mercado, como la Chevrolet Colorado y la GMC Canyon, la Ford Ranger, la Nissan Frontier, el Honda Ridgeline y el Toyota Tacoma.

## Ventas
| Años | Estados Unidos | México |
| ---- | -------------- | ------ |
| 2019 | 40,037         | 394    |
| 2020 | 77,542         | 1,325  |